# Death by Chocolate
Le Death by Chocolate est un terme descriptif ou marketing familier désignant divers gâteaux et desserts dont l'ingrédient principal est le chocolat, en particulier le chocolat noir ou le cacao. L'expression est une marque déposée dans certains pays, et le dessert est un plat caractéristique des restaurants Bennigan's aux États-Unis.

## Gâteaux
Certains gâteaux au chocolat et gâteaux du diable sont appelés ou ont le surnom de « gâteau de la mort par le chocolat »,,, et certains d'entre eux peuvent être servis avec une sauce au chocolat, comme le gâteau de lave. Les ingrédients utilisés dans les gâteaux de la mort par le chocolat peuvent inclure les ingrédients de base de la préparation pour gâteau au chocolat, le pudding au chocolat, les pépites de chocolat, le chocolat rasé ou râpé, la crème fouettée et le sucre en poudre.